# Supercopa de España de Fútbol 1985
La Supercopa de España de 1985 fue la IV edición del torneo, correspondiente a la temporada 1985-86. Se disputó entre el campeón de Liga el F. C. Barcelona y el campeón de la Copa del Rey el Atlético de Madrid. 
Se jugó en partidos de ida y vuelta, el 9 de octubre en Madrid y el 30 de octubre en Barcelona.
El Atlético de Madrid fue el campeón del torneo por 3-2 en el cómputo global.
| Bandera de la Comunidad de Madrid | 3 - 2 | Bandera de Cataluña |
| Atlético de Madrid 3 0            | 3 - 2 | F. C. Barcelona 1   |
| --------------------------------- | ----- | ------------------- |

## Supercopa de 1985
| F. C. Barcelona    |  | Bandera de Cataluña               |  | Campeón de la Primera División de España (1984/85) |
| Atlético de Madrid |  | Bandera de la Comunidad de Madrid |  | Campeón de la Copa del Rey de fútbol (1984-85)     |

### Partido de ida
| 9 de octubre de 1985 21:30 CET | Atlético de Madrid                                                         | 3 – 1 | F. C. Barcelona | Estadio Vicente Calderón, Madrid, |                         |
|                                | Luis Mario Cabrera Molina 40' · Miguel Ángel Ruiz 52' · Jorge da Silva 76' |       | Paco Clos 31'   | Árbitro(s): Marín López           | Árbitro(s): Marín López |

| 1          | POR        | Ubaldo Fillol             |     |
| 2          | DEF        | Tomás Reñones             |     |
| 4          | DEF        | Juan Carlos Arteche       |     |
| 5          | DEF        | Miguel Ángel Ruiz         |     |
| 3          | DEF        | Clemente Villaverde       |     |
| 7          | MED        | Roberto Marina            | 62' |
| 10         | MED        | Jesús Landáburu           |     |
| 6          | MED        | Quique Setién             |     |
| 8          | MED        | Quique Ramos              |     |
| 9          | DEL        | Luis Mario Cabrera Molina |     |
| 11         | DEL        | Juan José Rubio           | 71' |
| Entrenador | Entrenador | Luis Aragonés             |     |

| 1          | POR        | Amador Lorenzo         |  |
| 2          | DEF        | Gerardo Miranda        |  |
| 3          | DEF        | Migueli                |  |
| 6          | DEF        | José Ramón Alexanco    |  |
| 5          | DEF        | Julio Alberto Moreno   |  |
| 11         | MED        | Ramón Calderé          |  |
| 4          | MED        | Víctor Muñoz           |  |
| 14         | MED        | Marcos Alonso          |  |
| 12         | MED        | Josep Moratalla        |  |
| 8          | DEL        | Juan Carlos Pérez Rojo |  |
| 15         | DEL        | Paco Clos              |  |
| Entrenador | Entrenador | Terry Venables         |  |

| 12 | DEL | Julio Prieto   | 62' |
| 15 | DEF | Jorge da Silva | 71' |

|  | 40' | Luis Mario Cabrera Molina | 1-1 |
|  | 52' | Miguel Ángel Ruiz         | 2-1 |
|  | 76' | Jorge da Silva            | 3-1 |

|  | 31' | Paco Clos | 0-1 |

|  | 74' | Juan Carlos Arteche |

|  | 37' | Paco Clos       |
|  | 38' | Víctor Muñoz    |
|  | 54' | Ramón Calderé   |
|  | 75' | Gerardo Miranda |

|  |

| Árbitro: | Marín López |

| 1          | POR        | Ubaldo Fillol             |     |
| 2          | DEF        | Tomás Reñones             |     |
| 4          | DEF        | Juan Carlos Arteche       |     |
| 5          | DEF        | Miguel Ángel Ruiz         |     |
| 3          | DEF        | Clemente Villaverde       |     |
| 7          | MED        | Roberto Marina            | 62' |
| 10         | MED        | Jesús Landáburu           |     |
| 6          | MED        | Quique Setién             |     |
| 8          | MED        | Quique Ramos              |     |
| 9          | DEL        | Luis Mario Cabrera Molina |     |
| 11         | DEL        | Juan José Rubio           | 71' |
| Entrenador | Entrenador | Luis Aragonés             |     |

| 1          | POR        | Amador Lorenzo         |  |
| 2          | DEF        | Gerardo Miranda        |  |
| 3          | DEF        | Migueli                |  |
| 6          | DEF        | José Ramón Alexanco    |  |
| 5          | DEF        | Julio Alberto Moreno   |  |
| 11         | MED        | Ramón Calderé          |  |
| 4          | MED        | Víctor Muñoz           |  |
| 14         | MED        | Marcos Alonso          |  |
| 12         | MED        | Josep Moratalla        |  |
| 8          | DEL        | Juan Carlos Pérez Rojo |  |
| 15         | DEL        | Paco Clos              |  |
| Entrenador | Entrenador | Terry Venables         |  |

| 12 | DEL | Julio Prieto   | 62' |
| 15 | DEF | Jorge da Silva | 71' |

|  | 40' | Luis Mario Cabrera Molina | 1-1 |
|  | 52' | Miguel Ángel Ruiz         | 2-1 |
|  | 76' | Jorge da Silva            | 3-1 |

|  | 31' | Paco Clos | 0-1 |

|  | 74' | Juan Carlos Arteche |

|  | 37' | Paco Clos       |
|  | 38' | Víctor Muñoz    |
|  | 54' | Ramón Calderé   |
|  | 75' | Gerardo Miranda |

|  |

| Árbitro: | Marín López |

### Partido de vuelta
| 30 de octubre de 1985 22:00 CET | F. C. Barcelona   | 1 – 0 | Atlético de Madrid | Camp Nou, Barcelona,         |                              |
|                                 | José Alexanko 33' |       |                    | Árbitro(s): Urízar Azpitarte | Árbitro(s): Urízar Azpitarte |

| 1          | POR        | Javier Urruticoechea    |     |
| 2          | DEF        | Manolo                  |     |
| 12         | DEF        | Josep Moratalla         |     |
| 6          | DEF        | José Ramón Alexanco     | 46' |
| 4          | DEF        | Julio Alberto           |     |
| 5          | MED        | Víctor Muñoz            |     |
| 8          | MED        | Bernd Schuster          |     |
| 14         | MED        | Marcos Alonso           |     |
| 7          | DEL        | Francisco José Carrasco |     |
| 11         | DEL        | Raúl Amarilla           | 65' |
| 10         | DEL        | Steve Archibald         |     |
| Entrenador | Entrenador | Terry Venables          |     |

| 1          | POR        | Ángel Jesús Mejías        |     |
| 3          | DEF        | Julio Prieto              |     |
| 4          | DEF        | Juan Carlos Arteche       |     |
| 5          | DEF        | Miguel Ángel Ruiz         |     |
| 2          | DEF        | Tomás Reñones             |     |
| 7          | MED        | Roberto Marina            |     |
| 10         | MED        | Jesús Landáburu           |     |
| 6          | MED        | Quique Setién             | 46' |
| 8          | MED        | Quique Ramos              |     |
| 9          | DEL        | Luis Mario Cabrera Molina |     |
| 11         | DEL        | Jorge da Silva            | 59' |
| Entrenador | Entrenador | Luis Aragonés             |     |

| 9  | DEL | Esteve Fradera | 46' |
| 16 | DEL | Pichi Alonso   | 65' |

| 5  | DEF | Clemente Villaverde | 46' |
| 23 | DEL | Juan José Rubio     | 59' |

|  | 33' | José Ramón Alexanco | 1-0 |

|  | 56' | Marcos Alonso |

|  | 78' | Ángel Jesús Mejías |

|  |

| Árbitro: | Urízar Azpitarte |

| 1          | POR        | Javier Urruticoechea    |     |
| 2          | DEF        | Manolo                  |     |
| 12         | DEF        | Josep Moratalla         |     |
| 6          | DEF        | José Ramón Alexanco     | 46' |
| 4          | DEF        | Julio Alberto           |     |
| 5          | MED        | Víctor Muñoz            |     |
| 8          | MED        | Bernd Schuster          |     |
| 14         | MED        | Marcos Alonso           |     |
| 7          | DEL        | Francisco José Carrasco |     |
| 11         | DEL        | Raúl Amarilla           | 65' |
| 10         | DEL        | Steve Archibald         |     |
| Entrenador | Entrenador | Terry Venables          |     |

| 1          | POR        | Ángel Jesús Mejías        |     |
| 3          | DEF        | Julio Prieto              |     |
| 4          | DEF        | Juan Carlos Arteche       |     |
| 5          | DEF        | Miguel Ángel Ruiz         |     |
| 2          | DEF        | Tomás Reñones             |     |
| 7          | MED        | Roberto Marina            |     |
| 10         | MED        | Jesús Landáburu           |     |
| 6          | MED        | Quique Setién             | 46' |
| 8          | MED        | Quique Ramos              |     |
| 9          | DEL        | Luis Mario Cabrera Molina |     |
| 11         | DEL        | Jorge da Silva            | 59' |
| Entrenador | Entrenador | Luis Aragonés             |     |

| 9  | DEL | Esteve Fradera | 46' |
| 16 | DEL | Pichi Alonso   | 65' |

| 5  | DEF | Clemente Villaverde | 46' |
| 23 | DEL | Juan José Rubio     | 59' |

|  | 33' | José Ramón Alexanco | 1-0 |

|  | 56' | Marcos Alonso |

|  | 78' | Ángel Jesús Mejías |

|  |

| Árbitro: | Urízar Azpitarte |

| Campeón Supercopa de España 1985 |
| -------------------------------- |
| Atlético de Madrid 1° Título     |

| Predecesor: Supercopa de España 1984 | Supercopa de España 1985 | Sucesor: Supercopa de España 1988 |